# Blackfoot
Plemenska skupina, imenovana Blackfoot (v Kanadi) ali Blackfeet (v ZDA) (angleško "Črnonogi/Črnonoge"), je obsegala štiri kulturno, zgodovinsko in jezikovno tesno sorodna plemena: Siksika (Siksikáwa ali Blackfoot), Kainah (Káínawa ali Blood) ter Severni Piegan (Apatohsipikani ali Peigan) in Južni Piegan (Aamsskáápipikani ali Blackfeet) na jugu kanadske prerijske province Alberte ter na severu in jugozahodu Montane, ZDA.
Vsa štiri plemena so govorila (govorijo) nekoliko različne dialekte jezika Blackfoot (Ni'tsiitapipo'ahsin/Nitsipussin), ki spada v ravninski algonkinski jezik, in se imenujejo Ni-tsi-ta-pi-ksi ali Ni-tsi-ta-pi/Niitsítapi (ᖹᐟᒧᐧᒣᑯ) ("Pravi ljudje"). Nitsitapii (Blackfoot) so se v nasprotju s sosednjimi plemeni pogosto imenovali tudi Nitsi-poi-yiksi ("Ljudje, ki govorijo naš – pravi – jezik").
Skupno število prebivalcev štirih plemen Nitsitapii (Blackfoot) pred stiki z Evropejci in tremi uničujočimi epidemijami je ocenjeno na 15.000 do 18.000 članov plemena.

## Imenovanje in poimenovanje
Samo pravi Blackfoot – Siksika – so se imenovali tako. To samopoimenovanje Siksika (ednina) izvira iz jezika Blackfoot (Ni'tsiitapipo'ahsin ali Nitsipussin) in pomeni "črnonogi". Izhaja iz besed sik ("črn") in ka ("noga"), ki sta sestavljeni z -s-i-. Množina je Siksikáwa ("črnonogi"). Prvi Evropejci so verjetno najprej srečali Siksike in prenesli besedo Blackfoot na z njimi tesno sorodna plemena Kainai ter Severne in Južne Piegance.

## Tradicionalno plemensko ozemlje Nitsitapii (Blackfoot)
Tradicionalno ozemlje treh velikih plemenskih skupin Nitsitapii (Blackfoot) je obsegalo velika območja severozahodnih Velikih planjav. Na severu se je raztezalo do reke North Saskatchewan (Ponoká'sisaahta ali Ponokasisahta – „Elk River“) z utrdbo Fort Edmonton (prej: Edmonton House, današnji Edmonton) kot pomembno trgovsko postajo in najkasneje od sredine 19. stoletja na jugu do rek Musselshell in Yellowstone (Otahkoiitahtayi ali Otahkoi-tah-tayi – „Yellow River“ – „Rumena reka“) v Montani. Poleg tega so obvladovali območje zgornjega toka reke Missouri in se raztezali južno do Three Forks vzdolž rek Madison, Jefferson, Ruby, Beaverhead, Red Rock, Big Hole in Wise v jugozahodni Montani. Poleg tega je skupina "Small Robe Band" plemena Piegan večinoma lovila južno od reke Missouri. Na zahodu je njihovo ozemlje omejevalo Skalno gorovje (Miistakistsi). Na severovzhodu se je raztezalo vzdolž reke South Saskatchewan do današnje meje med Alberto in Saskatchewanom (Kaayihkimikoyi), vzhodno od Cypress Hills in Great Sand Hills (Omahskispatsikoyii) v jugozahodnem Saskatchewanu ter na jugovzhodu na planjave do meje med Montano in Severno Dakoto. Pri tem so bili Sweet Grass Hills (v jeziku Blackfoot: kátoyissiksi – „Sweet Pine Hills“) in Chief Mountain (Ninastako) njihove svete gore. Svoje plemensko ozemlje so imenovali Nitawahsin-nanni (ᖹᒣᖷᑊᓱᐡ ᖻᖹ) („Naša dežela“), očitna besedna enačba z Nitassinan („Naša dežela“), imenom za ozemlje Innu in Naskapi na vzhodu. Danes je pogosto tudi poimenovanje Niitsítpiis-stahkoii (ᖹᐟᒧᐧᐨᑯᐧ ᓴᐦᖾᐟ) („Dežela pravega ljudstva“).

## Plemena konfederacije Blackfoot (Blackfoot Confederacy)
- Siksika (ednina: Siksikáíkoan – „Blackfoot“, množina: Siksikáwa – „Blackfeet“, zato v angleščini najpogosteje Blackfoot, Blackfeet ali Blackfoot Proper, kot najmanjša in najsevernejša plemenska skupina včasih imenovana tudi Northern Blackfoot, so se pogosto imenovali Sao-kitapiiksi – „Ljudstvo planjav (ravnin)“); živeli so večinoma vzhodno od današnjega Calgaryja (v jeziku Blackfoot moh-kíns-tsis – „Komolec“)[7]kasneje, ko je mesto raslo, so ga Blackfoot imenovali moh-kíns-tsis-aká-piyoyis – „Komolec Veliko hiš“, vsa imena se nanašajo na izliv reke Elbow (Bow River) pri Calgaryju v reko Bow, ki tvori veliko črko L vzdolž reke Battle River na severu, južno vzdolž rek Sounding River, Red Deer River do reke Bow River v južni osrednji Alberti in vzhodno vzdolž teh rek ter vzdolž reke South Saskatchewan River do zahodnega Saskatchewana. Vendar so jih pogosto našli tudi severneje vzdolž reke North Saskatchewan River in čeprav so se potepali tudi južno do rek Milk River in reke Misuri na severu Montane v Združenih državah Amerike, so bili bližje Britancem (in kasneje Kanadčanom) in običajno niso sodelovali pri trgovanju in pogodbah z Američani, približno 2.000 do 3.000 članov plemena, leta 1879 je bilo uradno registriranih 2.249 članov plemena.

- Kainah  (Kainai, Káínawa ali Akainawa – „Ljudstvo mnogih poglavarjev, tj. ošabni“, sovražni Cree so jih imenovali Miko-Ew – „krvavi, tisti, ki so umazani s krvjo, tj. krvoločni, kruti“, evropski trgovci in naseljenci so prevzeli ime kot Blood – „krvavi“); nekoč so lovili med rekami Red Deer, Bow River, Oldman River, Belly River, Waterton River in Saint Mary River (Oldman River) zahodno od Lethbridge v jugozahodni Alberti, vendar so se potepali severno do današnjega Edmontona, Alberta, vzhodno do Cypress Hills na južni meji Alberte in Saskatchewana, in zahodno do Skalnega gorovja, vendar so se sredi 19. stoletja preselili južno do Pakowki Lake (v Blackfoot: „Slaba voda“), Belly River in Teton River (Marias River)ter Milk River, pri čemer so pogosto globoko prodrli v Montano, trgovali so tako z American Fur Company kot z Hudson’s Bay Company, približno 2.500 do 3.500 članov plemena, zaradi epidemije črnih koz leta 1837 so se zmanjšali na 1.750.

- Piegan (tudi Pikuni(i), Pi(i)kani, Piikáni, Pekuni ali Peigan – „Garjavi, z garjami umazana oblačila“ ali „tisti, ki so imeli slaba oblačila ali raztrgane halje“,[8] med trgovci s krznom znani kot Muddy River Indians, ker so obvladovali območje zgornjega toka reke Missouri, imenovane Muddy River); potepali so se v predgorju Rocky Mountain House ob sotočju rek Clearwater in North Saskatchewan River (tam so najprej trgovali z North West Company, kasneje z Hudson’s Bay Company) do Heart Butte, Montana, ter vzhodno do severozahodnih ravnic, sredi 19. stoletja so se preselili južneje na območje rek Teton River in Marias River v Montani ter regije Milk River na jugu Alberte, vendar so se selili severno do[Fort Edmontona (prej: Edmonton House) in vzhodno do današnje meje Alberta-Saskatchewan, Piegan so bili največja in najmočnejša plemenska skupina Blackfoot, približno 4.000 do 5.000 članov plemena, zaradi epidemije črnih koz leta 1837 so se zmanjšali na približno 2.500.

- - Severni Piegan (se imenujejo Apatohsipikani, Aapátohsipikani ali Aputosi Pikani, v Kanadi danes večinoma imenovani Peigan,"včasih v zvezi z njihovimi južnimi bratranci tudi kot North Pikani ali Skinnii Piikani); živeli so ob reki Oldman, v Porcupine Hills in ob potoku Crow Creek na jugozahodu Alberte, zahodno od Kainai, leta 1870 je bilo registriranih 720 članov plemena, leta 1906 jih je bilo 493 v agenciji Piegan v Alberti, Kanada.

- - Južni Piegan (sami sebe imenujejo Amsskaapipikani ali Amskapi Pikuni, živeli so ob zgornjem toku reke Missouri in njenih pritokih na severozahodu in v osrednji Montani, pogosto so se selili južno do rek Musselshell in Yellowstone, v ZDA jih večinoma imenujejo Piegan Blackfeet ali preprosto Blackfeet, včasih v zvezi z njihovimi severnimi bratranci tudi South Pikani, leta 1858 ocenjeno na približno 3.700, leta 1861 je Hayden ocenil na približno 2.500, leta 1870 je bilo registriranih 3.240, leta 1906 je bilo 2.072 članov plemena v agenciji Blackfeet v Montani)

- - Inuk'sik (tudi I-nuks'-iks ali Inuck'siks[9] – „Malo, skromna oblačila“, „Majhne halje“, dobesedno pa „Tisti, ki nosijo majhna(jša) oblačila“, večinoma imenovana Small Robe Band,[10] drugi nazivi za Inuk'sik: La Petite Robes, Small Robes, Little Robes, Little Blankets, Little Robe’s Band in celo Little Rogue’s Band – „Majhni prevaranti, raztrganci“ lovili so in postavljali pasti za bobre večinoma južno od reke Missouri okoli Three Forks ob rekah Madison, Jefferson, Ruby, Beaverhead, Red Rock, Big Hole in Wise na jugozahodu Montane, nekoč največja in najmočnejša skupina Piegan,[11] so bili zgodaj oslabljeni zaradi črnih koz in napadov Absarokee (Crow) in skupin Salish [12] in so izgubili svoj nekdanji vodilni položaj med Piegan, večinoma so se pridružili južnim Piegan, leta 1832 je bilo približno 250 šotorov z približno 2.500 člani plemena (James Kipp, ameriški trgovec s krznom), po letu 1846 približno 150 šotorov z približno 1.500 člani plemena (John Ewers))[13]

Tako imenovana konfederacija Blackfoot je poleg dejanskih plemen Blackfoot vključevala tudi:
- severnoatapaskoško govoreče Sarcee (izpeljano iz imena Blackfoot kot Saahsi ali Sarsi – „pogumno ljudstvo, trmasto, kljubovalno ljudstvo“, lastno ime: Tsuu T'ina ali Tsu T'ina – „veliko ljudi, veliko število ljudi“, ki so naseljevali vzhodne obronke Skalnega gorovja, parke in ravnice na severovzhodu Britanske Kolumbije in na severozahodu Alberte od reke Hay in reke Peace na severu južno med rekami North Saskatchewan, Athabasca, Red Deer in South Saskatchewan zahodno od današnjega Edmontona, Alberta)

in
- prav tako algonkinsko govoreče Gros Ventre (lastno ime: A’ani, A’anini ali Ahahnelin – „ljudstvo bele krede“ ali „ljudstvo bele gline (zemlje)“,ki so jih Blackfoot imenovali Piik-siik-sii-naa – „kače, tj. sovražniki“ ali Atsíína, Atsina – „kot Cree, tj. sovražnik“, so prvotno živeli ob Saskatchewan River Forks (sotočje North Saskatchewan River in South Saskatchewan River) in ob zgornjem toku Saskatchewan River na zahodu Saskatchewana, so pred sovražnimi Cree-Assiniboine, oboroženimi s puškami, pobegnili južno doMilk River v Montano in se tam povezali s konfederacijo Blackfoot, bili so zavezniki od približno 1793 do 1861, nato pa sovražniki konfederacije Blackfoot).

Sarcee so bili najsevernejši predstavniki kulture prerij in med plemeni na severozahodnih prerijah so na splošno veljali za najpogumnejše in najbolj bojevite.

## Sovražniki konfederacije Blackfoot (Blackfoot Confederacy)
Na območju Great Plains so bili Niitsitapi sovražni s plemeni Absarokee (Crow), Cheyenne in Sioux (Dakota, Lakota in Nakota). Poleg tega so bili na območju Rocky Mountains v konfliktu s Šošoni, Flathead (Bitterroot Salish), Kalispel (Lower Pend d’Oreille), Ktunaxa (Kutenai/Kootenai) in Nez Percé.
Njihov najmočnejši in najnevarnejši sovražnik pa je bila trgovska in vojna zveza, imenovana „Iron Confederacy“ ali „Nehiyaw-Pwat“. Tem združenjem so dominirali Plains Cree in Assiniboin, Nakoda (Stoney), Saulteaux in Métis (mešanci  med Angleži in Indijanci ter Francozi in Indijanci. Z širjenjem „Nehiyaw-Pwat“ na sever, zahod in jugozahod je zveza v svoje lokalne skupine vključila večje skupine Irokezov, Chipewyan, Daneẕaa, Ktunaxa, Flathead in od leta 1861 nekdanje zaveznike Blackfoot Gros Ventre. Šibko povezani z Nehiyaw-Pwat, vendar politično neodvisni, so bila sosednja plemena, kot so Ktunaxa, Kutenai in zlasti smrtni sovražniki konfederacije Blackfoot, Absarokee (Crow) ali indijanski trgovski partnerji, kot so Nez Perce in Flathead.

## Kultura
Blackfoot so bili nomadski lovci in nabiralci. Živeli so v majhnih skupinah v tipijih iz bizonskih kož. Za lov so se včasih združile nekatere skupine ali celo celotna podplemena. Za Indijance Blackfoot je bila zvezdna kopica Plejade ključnega pomena. Položaj Plejad na začetku sušne dobe je bil začetni signal za obsežen lov na ogromne bizonske črede. Ko so Plejade izginile z zvezdnega neba, so izginili tudi bizoni.V mitski sagi o sedmih sirotah se odraža izkušnja skupnega pojavljanja in izginjanja Plejad in bizonov. Po sagi so sedem sirot, ki so jim nekoč odrekli topla bizonska krzna, v kazen ljudem odnesle bizone s seboj. Sončni bog je rešil otroke in jim dal mesto na zvezdnem nebu. Psi so z zavijanjem v nočno nebo prosili za vaščane. Končno so se otroci vrnili z bizoni.
Bizoni so bili najpomembnejši vir hrane. Poleg bizonskega mesa so Blackfoot izkoriščali tudi skoraj vse ostale dele živali. Poleg tega so lovili tudi drugo veliko divjad, kot so grizliji in črni medvedi, jeleni, vapiti, vilorogi, divje ovce in snežne koze, včasih tudi manjšo divjad, kot so zajci in progaste veverice ter ptice, kot so labodi, gosi, race in prerijski petelini. Ribe in pse so jedli le v nujnih primerih. Poleg tega so nabirali jagodičevje, zlasti skalna hrušica in virginijska čremsa.
Blackfoot so častili sonce kot najvišje božanstvo, luno kot njegovo ženo in jutranjo zvezdo kot njunega sina. Grom je veljal za močnega duha. Orlom, krokarjem in drugim pticam so pripisovali posebno moč.
Skupine Blackfoot niso bile hierarhično organizirane, vendar so jih vodili poglavarji, v večjih skupinah pa so bili tudi podnačelniki. V vojnih časih je včasih izkušen moški prevzel vodstvo kot vojni poglavar. Posamezni Blackfooti so lahko poljubno menjali skupine.
Štiri plemena Blackfoot so se združila v tako imenovano konfederacijo Blackfoot, kar pomeni, da so se povezala, da bi si medsebojno pomagala. Plemena imajo svoje ločene vlade, ki jih vodi glavni poglavar, vendar se redno srečujejo na verskih in družabnih praznovanjih. 
Vsako od teh zelo decentraliziranih plemen je bilo razdeljeno na številne skupine (bands), ki so obsegale od 10 do 30 bivališč ali približno 80 do 240 oseb. Skupina je bila osnovna organizacijska enota za lov in obrambo.
Vsakdanji predmeti so bili izdelani predvsem iz kosti, kamna in lesa. Bojevniki so bili oboroženi z lokom in puščicami, sulicami, ščiti in kijami. Do bojev s sovražnimi plemenskimi skupinami je prihajalo predvsem takrat, ko so Blackfoot ali njihovi sovražniki prodrli na sovražno ozemlje zaradi lova.
Lastno ime, ki ga uporabljajo vse podskupine Blackfoot, je ᖹᑊᒧ̇ᐧᒣᑯ Niʾtsiitapi (množina: ᖹᑊᒧ̇ᐧᒣᑯᖿ=ᐟᖽᐧ Niʾtsiitapikoaiksi). To ime je sestavljeno iz -iitapi- "oseba" (pri čemer se lahko tudi živali imenujejo osebe), -koan (mn.: -koa-iksi) "ljudje" in niʾt-, ki ga Indijanci sami običajno prevajajo kot "balanced", torej "uravnotežen", "skladen". Beseda niʾt- pa zanje jasno izhaja iz trialektičnega ljudsko-filozofskega pristopa. Podobno velja za ᖹᑊᒧ̇ᐧᒣᑫᑉᑊᑯ Niʾtsiitapiaʾpi kot "uravnotežena kultura" in ᖹᑊᒧ̇ᐧᒣᑯᑊᑲᖳᐦᓱᐡ Niʾtsiitapiʾpoʾahsin kot "uravnotežen jezik". Ta filozofska podlaga lahko na primer pomeni, da se profani govor, tudi v jeziku Blackfoot, ne šteje za Niʾtsiitapiʾpoʾahsin, medtem ko je lahko zelo dobro Niʾtsiitapiʾpoʾahsin, če v vizionarnih sanjah žival govori s človekom.

## Zgodovina

### Zgodnja zgodovina in nomadizem
Okoli leta 750 je v osrednji in južni Alberti zaznavna lastna kultura, ki kaže visoko razvito lončarstvo. Nosilci te kulture so bili verjetno predniki Blackfootov.
Blackfooti so bili med prvimi Algonkini, ki so se iz gozdnatih območij preselili proti zahodu v odprto travnato pokrajino. Verjetno so potovali peš in z lesenimi travoisi, ki so jih vlekli psi za prevoz svojih stvari. V začetku 18. stoletja so ta plemena lovila bizone peš in živela v dolini Saskatchewan, približno 400 milj vzhodno od Skalnega gorovja. Po letu 1730 so Blackfooti dobili svoje prve konje. Še leta 1754 se je posadka trgovske postaje York Factory ob Hudsonovem zalivu norčevala iz Antonyja Hendryja, ko je poročal, da imajo Siksika konje. Približno istočasno so pri Plains Cree zamenjali evropsko strelno orožje.
Ti dve pridobitvi sta jim dali prednost v primerjavi s sosednjimi plemeni, s katerimi so bili večinoma v sovraštvu. Konji so bili za plemena prerij zelo pomembni, tako v vojni kot pri lovu. Plemena so redno izvajala roparske pohode drug proti drugemu, da bi pridobila čim več konj.
Prevladujoči Siouxi na jugu Alberte med približno 1650 in 1730/40 so se prav tako preselili proti zahodu. Vendar pa so jih morda izrinili Irokezi, podobno kot siouška plemena Dakota, Nakota in Lakota južneje. Zgradili so utrdbo ob brodu čez reko Bow, 120 km vzhodno od Calgaryja, ki je znana pod imenom Cluny Fortified Village. Verjetno so v Alberto pripeljali prve konje. Vendar pa je skupna vojaška sila Blackfootov in Creejev ustavila njihovo širitev. Poleg tega je huda epidemija črnih koz tako močno prizadela Sioux, da so popolnoma izginili iz Alberte.

### Prvi Evropejci, trgovina in konflikti, epidemije
Prvi angleški raziskovalec, za katerega vemo, je dosegel Blackfoote leta 1754. Anthony Hendey (tudi Hendry) je preživel zimo 1754/1755 pri Blackfootih in obiskal območje Red Deer in Edmonton. Njegovo poročilo o Siksikih, ki so imeli konje, je naletelo na nejevero. Vendar pa so Blackfooti od približno leta 1780 neposredno trgovali z Britanci. V tem času so izrinili šibkejša plemena, prodrli proti zahodu do Skalnega gorovja in proti jugu v današnjo Montano. Na vrhuncu svoje moči v začetku 19. stoletja so nadzorovali območje od severne reke Saskatchewan do zgornjega toka reke Missouri na jugu.
V kasnejših letih so vedno več Plains Cree in Assiniboinov začeli prodirati v ozemlje Blackfootov s severa in vzhoda. Piegan so se umaknili v regijo Missouri, Blood pa k reki Bow in reki Belly, le pravi Blackfooti so lahko obranili svoje ozemlje ob reki Red Deer.
Blackfooti so bili do britanskih trgovcev na severu prijazni, do ameriških lovcev na krzno in trgovcev, ki so prihajali z juga po Missouriju, pa sovražni. To sovražno stališče je izviralo iz odprave Lewisa in Clarka leta 1806, med katero so člani odprave ubili dva Piegana. Drugi razlog je bila drugačna praksa Američanov pri pridobivanju krzna. Britanci so gradili utrdbe in tam trgovali s krznom z Indijanci; Američani pa so sami lovili živali za krzno. Konflikti so se zaostrili, ko so Američani zgradili Fort Lisa pri Three Forks, na robu ozemlja Blackfootov. Leta 1831 je American Fur Company zgradila Fort Piegan ob reki Missouri in jo uporabljala za trgovanje z Blackfooti. To je privedlo do rahle sprostitve napetosti. Posledično so Blackfooti dosegli dobre cene za svoje blago; lahko so izigravali Britance proti Američanom in obratno. Za ameriške lovce je ostalo nevarno vstopati na ozemlje Blackfootov.
Drug razlog za odklonilno stališče Blackfootov je bila nevarnost epidemij črnih koz, kot so bile tiste med letoma 1780 in 1782, ki so zahtevale neznano, a visoko število indijanskih življenj. Enako katastrofalna je bila gripa, ki je leta 1835 divjala v Saskatchewanu, ob rekah Athabasca in Peace. Te epidemije so za leta prekinile trgovino s krznom, saj so preživeli Indijanci preprečevali stike.

### Pogodbe in rezervati
Leta 1851 je bil prvič v pogodbi, sklenjeni brez Blackfootov (Pogodba iz Fort Laramieja), predviden rezervat.
Leta 1855 so Blackfooti, Gros Ventre, Flathead, Nez Perce in Plains Cree sklenili mirovno pogodbo z ZDA, v kateri so ta plemena ZDA dovolila gradnjo železniške proge, cest, telegrafskih linij in vojaških postojank na svojem ozemlju. V zameno so Indijancem zagotovili izključno lovsko pravico na njihovih ozemljih, odtlej imenovanih rezervati in letna plačila.
Kmalu zatem so se beli naseljenci začeli v večjem številu seliti na območje današnje Montane. Zato vlada ZDA ni mogla uveljaviti pogodbe in od leta 1864 so se pojavljali posamezni napadi ogorčenih bojevnikov. Leta 1865 in 1869 so Blackfooti sklenili dodatne pogodbe z ZDA, ki so privedle do zmanjšanja rezervata. Ta je bil ponovno zmanjšan leta 1873, 1874, 1888 (Pogodba iz Sweet Grass Hills) in 1895.
Pri tem je bila pogodba iz leta 1888 še posebej pomembna, saj je uvedla tako imenovani sistem dodeljevanja, s katerim je bila lastnina zemljišč individualizirana. S pogodbo iz leta 1896 je moralo pleme odstopiti območje, iz katerega je kasneje nastal narodni park Glacier.

### Pokol pri Mariasu
23. januarja 1870 je vojska Združenih držav maščevala napade posameznih Blackfootov s pokolom, imenovanim "pokol pri Mariasu", znan tudi kot "Bakerjev pokol", v taboru poglavarja Heavy Runnerja. Pri tem je umrlo več kot 173 Blackfootov, tri četrtine od tega žensk in otrok. Napadeni tabor je bil napačen, saj je bil tabor poglavarja Mountain Chiefa, očeta Owl Childa, enega od upornih Blackfootov, opozorjen in je lahko pobegnil. Major Baker je kljub temu ukazal napad na nevpleteni in nedolžni tabor Heavy Runnerja. V taboru je bilo komaj kaj moških, saj so bili na lovu. Pokol je bil storjen nad ženskami, otroki in bolniki s črnimi kozami. Preživeli so bili živi sežgani skupaj s tipiji. Blackfooti (tukaj pleme Piegan), oslabljeni zaradi epidemije črnih koz, niso bili sposobni upreti se. Nato so bili preostali Blackfooti na ozemlju ZDA preseljeni v indijanski rezervat v severni Montani.
Blackfooti niso sodelovali v vojnah proti belcem, vendar so utrpeli ogromne izgube zaradi epidemij črnih koz od 1780 do 1858, ki so jih delno povzročile okužene odeje. Poleg tega so beli trgovci v velikih količinah prodajali alkohol Blackfootom. Med letoma 1868 in 1873 je približno četrtina Blackfootov umrla zaradi prekomernega uživanja alkohola. Leta 1874 je North West Mounted Police v Kanadi poskrbela za konec prodaje alkohola.
Število Blackfootov se je z ocenjenih 15.000 ljudi leta 1780 zmanjšalo na 4.635 leta 1909. Poleg epidemij, vojn in alkohola je bilo predvsem uničenje bizonov tisto, kar jim je odvzelo najpomembnejši vir hrane. Severozahodna čreda bizonov, ki je leta 1874 še vedno štela 4 milijone živali, jih je leta 1880 ostalo le še nekaj. Kulturne prelomnice v plemenu, ki je do takrat pretežno živelo od lova na bizone in je bilo zdaj odvisno od državne pomoči, so bile težko obvladljive. Tako je okoli leta 1900 približno 2000 pripadnikov plemena živelo pri Badger Creeku, kjer se je nahajala [indijanska agencija.

### Pogodba št. 7
Leta 1877 so kanadski Blackfooti s tamkajšnjo vlado sklenili pogodbo, znano kot Pogodba št. 7, s katero so predali svoja 160.000 km² velika lovišča (Nemčija: 357.000 km²) v Kanadi. V zameno so prejeli tri majhne rezervate in letna plačila.
Od leta 1880 so Blackfooti živeli na štirih ločenih območjih:
- Južni Piegan (Amsskaapipikani) danes tvorijo Blackfeet Tribe v Blackfeet Reservation na severozahodu Montane

- Severni Piegan (Apatohsipikani) danes tvorijo Piikani Nation v Piikani 147 Reserve na jugu Alberte

- Kainai (Blood) danes tvorijo Kainai (Blood) Nation (Kainaissksaahkoyi) v Blood 148 in Blood 148A Reserve na jugu Alberte

- Siksika (pravi Blackfoot) danes tvorijo Siksika Nation v Siksika 146 Reserve na jugu Alberte

## Današnja plemena Blackfoot
Danes (stanje julij 2016) različni Nitsitapii (Blackfoot) štejejo približno 39.200 članov plemena, od katerih približno 21.000 članov Severnih Pieganov (Apatohsipikani) in Južnih Pieganov (Amsskaapipikani) predstavlja več kot polovico članov plemena, kar odraža tudi njihovo zgodovinsko vlogo kot nekoč najmočnejše in najštevilčnejše skupine Nitsitapii (Blackfoot).

### Kanada – Alberta
Siksika Nation danes (stanje julij 2013) šteje približno 6.925 članov plemena, od katerih jih približno 3.790 živi na 696,54 km² velikem rezervatu Siksika 146 ob reki Bow v južni Alberti, približno 87 km jugovzhodno od Calgaryja. Po rezervatu Blood Indian Reserve 148 plemena Kainai (Blood) Nation, ki obsega 1.413,87 km², je to drugi največji rezervat v Kanadi.
Kainai (Blood) Nation (Kainaissksaahkoyi) danes (stanje julij 2013) šteje približno 11.696 članov plemena, od katerih jih približno 7.980 živi na dveh rezervatih Blood 148 (30 km južno od Fort McLeoda, približno 1.342,93 km²) in Blood 148A (ob reki Belly, približno 2,5 km severno od mednarodne meje, približno 19,72 km²) vzdolž rek Oldman, Belly in St. Mary zahodno od Lethbridge v južni Alberti. Oba rezervata skupaj danes obsegata 1.413,87 km² in kljub samovoljnim zmanjšanjem v 19. stoletju predstavljata največji rezervat v celotni Kanadi.
Piikani Nation (Severni Piegan ali Apatohsipikani) danes (stanje julij 2013) šteje približno 3.629 članov plemena, od katerih jih približno 2.370 živi na 426,99 km² velikem rezervatu Piikani 147 (prej: Peigan 147) pri Brocketu, približno 13 km jugozahodno od Fort McLeoda in 61 km zahodno od Lethbridgea, v južni Alberti. K rezervatu spada tudi približno 29,79 km² velik nenaseljen Peigan Timber Limit „B“, zato je to četrti največji rezervat v celotni Kanadi.

### Združene države Amerike – Montana
Blackfeet Indian Reservation (Blackfeet Tribe) (Južni Piegan ali Amsskaapipikani) v Montani ima danes (stanje: 15. november 2011) 16.924 članov plemena in ocenjenih približno 4.500 potomcev, ki niso registrirani v plemenu. V približno 7.770 km² velikem Blackfeet Reservation (in s tem približno 1.200 km² večjem od zvezne države Delaware) pa živi le približno 8.500 Južnih Pieganov, preostalih približno 7.500 pa večinoma živi v ZDA, Kanadi ali na drugih rezervatih. Rezervat leži na 1.219 m nadmorske višine v vznožju Skalnega gorovja okoli plemenskega centra Browning (Montana) na severu meji na mednarodno mejo, na zahodu na Narodni park Glacier (Združene države Amerike) in Skalno gorovje ter na jugu in vzhodu zajema dele severnih ravnic.